# 18世纪国家领导人列表

## 亚洲
- 中国（清朝）：
  1. 康熙帝，清朝皇帝，1661年－1722年
  2. 雍正帝，清朝皇帝，1722年－1735年
  3. 乾隆帝，清朝皇帝，1735年－1796年
  4. 嘉庆帝，清朝皇帝，1796年－1820年
- 朝鲜半岛（朝鲜王朝）- 
  1. 朝鲜肃宗，朝鲜国王，1674年－1720年
  2. 朝鲜景宗，朝鲜国王，1720年－1724年
  3. 朝鲜英祖，朝鲜国王，1724年－1776年
  4. 朝鲜正祖，朝鲜国王，1776年－1800年
  5. 朝鲜纯祖，朝鲜国王，1800年－1834年
- 日本–
  - 天皇：
    1. 东山天皇，1687年－1709年
    2. 中御门天皇，1709年－1735年
    3. 樱町天皇，1735年－1747年
    4. 桃园天皇，1747年－1762年
    5. 后樱町天皇，1762年－1770年
    6. 后桃园天皇，1770年－1779年
    7. 光格天皇，1779年－1817年

  - 江户幕府（征夷大将军）：
    1. 德川纲吉，1680年－1709年
    2. 德川家宣，1709年－1712年
    3. 德川家继，1713年－1716年
    4. 德川吉宗，1716年－1745年
    5. 德川家重，1745年－1760年
    6. 德川家治，1760年－1786年
    7. 德川家齐，1787年－1837年
- 琉球国（第二尚氏王朝）–
  1. 尚贞王，1668年－1709年
  2. 尚益王，1710年－1712年
  3. 尚敬王，1713年－1751年
  4. 尚穆王，1752年－1794年
  5. 尚温王，1795年－1802年
- 越南
  - 后黎朝（黎中兴朝）：
    1. 黎熙宗，大越皇帝，1675年－1705年
    2. 黎裕宗，大越皇帝，1705年－1729年
    3. 黎维祊，大越皇帝，1729年－1732年
    4. 黎纯宗，大越皇帝，1732年－1735年
    5. 黎懿宗，大越皇帝，1735年－1740年
    6. 黎显宗，大越皇帝，1740年－1786年
    7. 昭统帝，大越皇帝，1786年－1789年

  - 郑主：
    1. 郑根，郑主，1682年－1709年
    2. 郑㭎，郑主，1709年－1729年
    3. 鄭杠，郑主，1729年－1740年
    4. 郑楹，郑主，1740年－1767年
    5. 郑森，郑主，1767年－1782年
    6. 郑檊，郑主，1782年
    7. 郑棕，郑主，1782年－1786年
    8. 郑槰，郑主，1786年－1787年

  - 广南国：
    1. 阮福淍，阮主，1691年－1725年
    2. 阮福澍，阮主，1725年－1738年
    3. 阮福阔，阮主，1738年－1765年
    4. 阮福淳，阮主，1765年－1776年
    5. 阮福旸，阮主，1776年－1777年

  - 西山朝：
    1. 阮岳，皇帝，1778年－1793年
    2. 阮惠，皇帝，1788年－1792年
    3. 阮光缵，皇帝，1792年－1802年
- 奥斯曼帝国：
  1. 穆斯塔法二世，苏丹，1695年－1703年
  2. 艾哈迈德三世，苏丹，1703年－1730年
  3. 马哈茂德一世，苏丹，1730年－1754年
  4. 奥斯曼三世，苏丹，1754年－1757年
  5. 穆斯塔法三世，苏丹，1757年－1774年
  6. 阿卜杜勒-哈米德一世，苏丹，1774年－1789年
  7. 塞利姆三世，苏丹，1789年－1807年

## 欧洲
- 神圣罗马帝国- 
  - 斐迪南三世，神圣罗马皇帝，1658年－1705年
  - 约瑟夫一世，神圣罗马皇帝，1705年－1711年
  - 查理六世，神圣罗马皇帝，1711年－1740年
  - 查理七世，神圣罗马皇帝，1742年－1745年
  - 弗朗茨一世，神圣罗马皇帝，1745年－1765年
  - 约瑟夫二世，神圣罗马皇帝，1765年－1790年
  - 利奥波德二世，神圣罗马皇帝，1790年－1792年
  - 弗朗茨二世，神圣罗马皇帝，1792年－1806年
- 英国：
  - 英格兰王国（斯图亚特王朝）：

  1. 威廉三世，英格兰国王，1689年－1702年
  2. 安妮，英格兰国王，1702年－1707年

  - 联合王国（斯图亚特王朝）：

  1. 安妮，英国国王，1707年－1714年

  - 联合王国（汉诺威王朝）：

  1. 乔治一世，英国国王，1714年－1727年
  2. 乔治二世，英国国王，1727年－1760年
  3. 乔治三世，英国国王，1760年－1820年
- 法国
  - 法兰西王国（波旁王朝）：

  1. 路易十四，法国国王，1643年－1715年
  2. 路易十五，法国国王，1715年－1774年
  3. 路易十六，法国国王，1774年－1792年

  - 法兰西第一共和国：
    - 法国国民公会主席：

    1. 热罗姆·佩蒂翁·德·维尔纳夫，1792年－1793年
    2. 马克西米连·罗伯斯庇尔，1793年－1794年
    3. 让-雅克·雷吉斯·德·康巴塞雷斯，1794年－1795年
    4. 埃马纽埃尔-约瑟夫·西哀士，1795年－1795年

    - 督政府
      - 督政：保罗·巴拉斯，1795年－1799年

    - 执政府
      - 第一执政：拿破仑·波拿巴，1799年－1804年
- 俄罗斯：
  - 俄罗斯沙皇国（罗曼诺夫王朝）：

  1. 彼得大帝，1682年－1721年

  - 俄罗斯帝国（罗曼诺夫王朝）：

  1. 彼得大帝，全俄罗斯皇帝，1721年－1725年
  2. 叶卡捷琳娜一世，全俄罗斯皇帝，1725年－1727年
  3. 彼得二世，全俄罗斯皇帝，1727年－1730年
  4. 安娜，全俄罗斯皇帝，1730年－1740年
  5. 伊凡六世，全俄罗斯皇帝，1740年－1741年
  6. 伊丽莎白，全俄罗斯皇帝，1741年－1762年

  - 俄罗斯帝国（霍尔斯坦-戈托普-罗曼诺夫王朝）：

  1. 彼得三世，全俄罗斯皇帝，1762年－1762年
  2. 叶卡捷琳娜二世，全俄罗斯皇帝，1762年－1796年
  3. 保罗一世，全俄罗斯皇帝，1796年－1801年

## 美洲
- 美国（总统）：
  1. 乔治·华盛顿，1789年－1797年
  2. 约翰·亚当斯，1797年－1801年